# Cratere Lono
Lono  è un cratere sulla superficie di Cerere.